# در پارک
در پارک (انگلیسی: In the Park) فیلمی به کارگردانی چارلی چاپلین است که در سال ۱۹۱۵ منتشر شد. از بازیگران آن می‌توان به لئو وایت، ادنا پرواینس، چارلی چاپلین، لوید بیکن و باد جیمیسون اشاره کرد.